# The Girl with the Golden Hair
The Girl with the Golden Hair (с англ. — «Девушка с золотыми волосами») — мини-мюзикл авторства Бьорна Ульвеуса и Бенни Андерссона, участников группы ABBA. Произведение демонстрировалось на каждом концерте в рамках мирового турне группы в январе-марте 1977 года. Наибольшую известность из включённых в мюзикл композиций получила «Thank You for the Music», в 1983 году выпущенная как сингл в Великобритании лейблом Epic Records.

## Сюжет
Главным действующим лицом является шведская девушка, которая покидает свой город, чтобы попробовать свои силы в шоу-бизнесе. Но вскоре она понимает, что все её надежды иллюзорны: она лишь марионетка в руках своего менеджера. В финале она предостерегает нас от попыток повторить её путь, пытаясь осуществить свои несбыточные планы. Роль девушки последовательно исполняют участницы группы.

## Композиции
- «Thank You for the Music»
- «I Wonder (Departure)»
- «I’m a Marionette»
- «Get on the Carousel»

### Публикация
«Thank You for the Music», «I Wonder (Departure)» и «I’m a Marionette» присутствуют в альбоме The Album в несколько изменённых версиях. Также они стали вторыми сторонами для синглов группы: «Eagle», «The Name of the Game» и «Take a Chance on Me» соответственно. «Thank You for the Music» также удостоилась отдельной стороны А в 1983 году.
Песня «Get on the Carousel» по сей день не опубликована, лишь краткий отрывок можно услышать в фильме ABBA: The Movie. Учитывая то, что позднее включённая на The Album композиция «Hole in Your Soul» включает некоторые элементы из «Get on the Carousel», последнюю можно считать «забракованным» бонус-треком.